# Larry Walters
Lawrence "Larry" Richard Walters (født 19. april 1949 i Los Angeles, død 6. oktober 1993 i Angeles National Forest, Californien), med kælenavnet "Lawnchair Larry" eller "Lawn Chair Pilot", var en amerikansk lastbilchauffør som tog en flyvetur den 2. juli 1982 i sin hjemmealvede luftballon. Med navnet Inspiration I bestod hans flyvemaskine af en almindelig havestol med 45 heliumfyldte vejrballoner. Walters svævede op i en højde på omkring 4.600 m, og fløj fra sit begyndelsessted i San Pedro i Californien i i et kontrolleret luftrum tæt ved Los Angeles International Airport. Hans flyvetur blev beskrevet af mange medier.

## Refereencer
1. ↑  "1982 Honorable Mention: Lawn Chair Larry". Darwinawards.com. Hentet 2013-09-11.